# Michael Klett
Michael Klett (* 19. Februar 1938 in Stuttgart) ist ein deutscher Verleger.

## Werdegang
Michael Klett ist der älteste Sohn des Verlegers Ernst Klett der Jüngere (1911–1998). Nach dem Abitur am Internat Birklehof und anschließendem Wehrdienst als Reserveoffizieranwärter (letzter Dienstgrad: Oberleutnant d.R.) machte er eine Verlagslehre und eine Schauspielausbildung, bevor er dann Germanistik und Philosophie studierte. Bevor er 1965 in den Ernst Klett Verlag eintrat, sammelte er Berufserfahrung in Verlagen in den USA und Großbritannien. 1969 überzeugte Klett seinen Vater, eine Übersetzung des Tolkien-Werks Der Herr der Ringe ins Programm zu nehmen und trug damit zum wirtschaftlichen Überleben des Verlags bei. 1976 wurde er geschäftsführender Gesellschafter. Er betreute dort unter anderem die Gesamtausgabe der Werke von Ernst Jünger, die zwischen 1978 und 2003 in 22 Bänden erschien. Ab 1996 war er Vorstandsvorsitzender der Ernst Klett Aktiengesellschaft. Klett ist ehrenamtlich im Rahmen der deutsch-französischen Beziehungen tätig. Von 1994 bis 1999 war er Mitglied des Regionalparlamentes Stuttgart. Seit 1986 war er schwedischer Honorarkonsul. 2009 übergab er den Ernst Klett Verlag in andere Hände. Er ist Ehrenvorsitzender der Akademie für gesprochenes Wort in Stuttgart.

## Ehrungen
- Officer dans l’Ordre des Arts et des Lettres
- Kommandeur des schwedischen Nordstern-Ordens
- Officier dans l’Ordre national du Mérite
- Officier de la Legion d’Honneur (2005)[6]
- Bundesverdienstkreuz 1. Klasse (2015)
- Ehrendoktor der Universität Würzburg (1999)[7]
- Ehrensenator der Universität Würzburg (1992)[8]
- Ehrenbürger der Universität Würzburg (1988)[8]